# Christine Salem
Pour les articles homonymes, voir Salem.
Christine Salem, née le 20 décembre 1971 à Saint-Denis, est une chanteuse et joueuse de kayamb, originaire de La Réunion.

## Biographie
Originaire de l’île de la Réunion, Christine Salem chante depuis l’âge de huit ans, et se fascine rapidement pour le maloya. Elle grandit aux côtés de sa mère, qui travaille comme femme de ménage et cuisinière. À l’adolescence, elle apprend à jouer de la guitare, et écoute le chanteur réunionnais Danyèl Waro.
Elle écrit sa première chanson en anglais sur le thème de l'amour à l'âge de douze ans. Elle rejoint ensuite différents groupes interprétant notamment du séga dans les hôtels touristiques de la région.
Christine Salem se tourne ensuite vers le social, et travaille dans le secteur de l’éducation populaire. Elle quitte son emploi en 2012, pour se consacrer à son art.

## Carrière musicale
Christine Salem fonde le groupe Salem Tradition en 1997. Leur premier album, Waliwa, est enregistré en public en 2001,. L'artiste s‘inspire du maloya, interdit à La Réunion jusqu’en 1981,,.
Son premier album sous son nom, Lanbousir, sort en 2010. Elle joue avec les deux percussionnistes David Abrousse et Harry Perigone.
Le groupe Moriarty et sa chanteuse Rosemary Standley sont invités sur quelques titres des deux albums suivants. En 2015, Christine Salem travaille avec Sébastien Martel pour l'album Larg pa lo kor,. Dans cet album, la musicienne chante notamment la situation difficile des femmes, le fléau de l'alcool et du VIH sur son île. Elle rend également un hommage à Nelson Mandela, et aux différentes cultures dont elle est issue,.
En 2021, Christine Salem est la compositrice et la directrice artistique de son quatrième album, intitulé m. Elle reçoit la même année, le prix coup de cœur  du monde de l'Académie Charles-Cros. La musicienne s'entoure pour ce projet du violoniste, compositeur, arrangeur et chef d'orchestre français, Frédéric Norel,.

## Distinctions
- Chevalier de l'ordre des Arts et des Lettres (2012)[13]
- Chevalière de l'ordre national du Mérite (2019)[14]